# Meade
Meade es una ciudad ubicada en el condado de Meade en el estado estadounidense de Kansas. En el año 2010 tenía una población de 1721 habitantes y una densidad poblacional de 688,4 personas por km².

## Geografía
Meade se encuentra ubicada en las coordenadas 37°17′10″N 100°20′21″O / 37.28611, -100.33917 (37.286107, -100.339300).

## Demografía
Según la Oficina del Censo en 2000 los ingresos medios por hogar en la localidad eran de $32,583 y los ingresos medios por familia eran $40,357. Los hombres tenían unos ingresos medios de $27,813 frente a los $20,764 para las mujeres. La renta per cápita para la localidad era de $15,910. Alrededor del 5.7% de la población estaban por debajo del umbral de pobreza.